# Airhockey

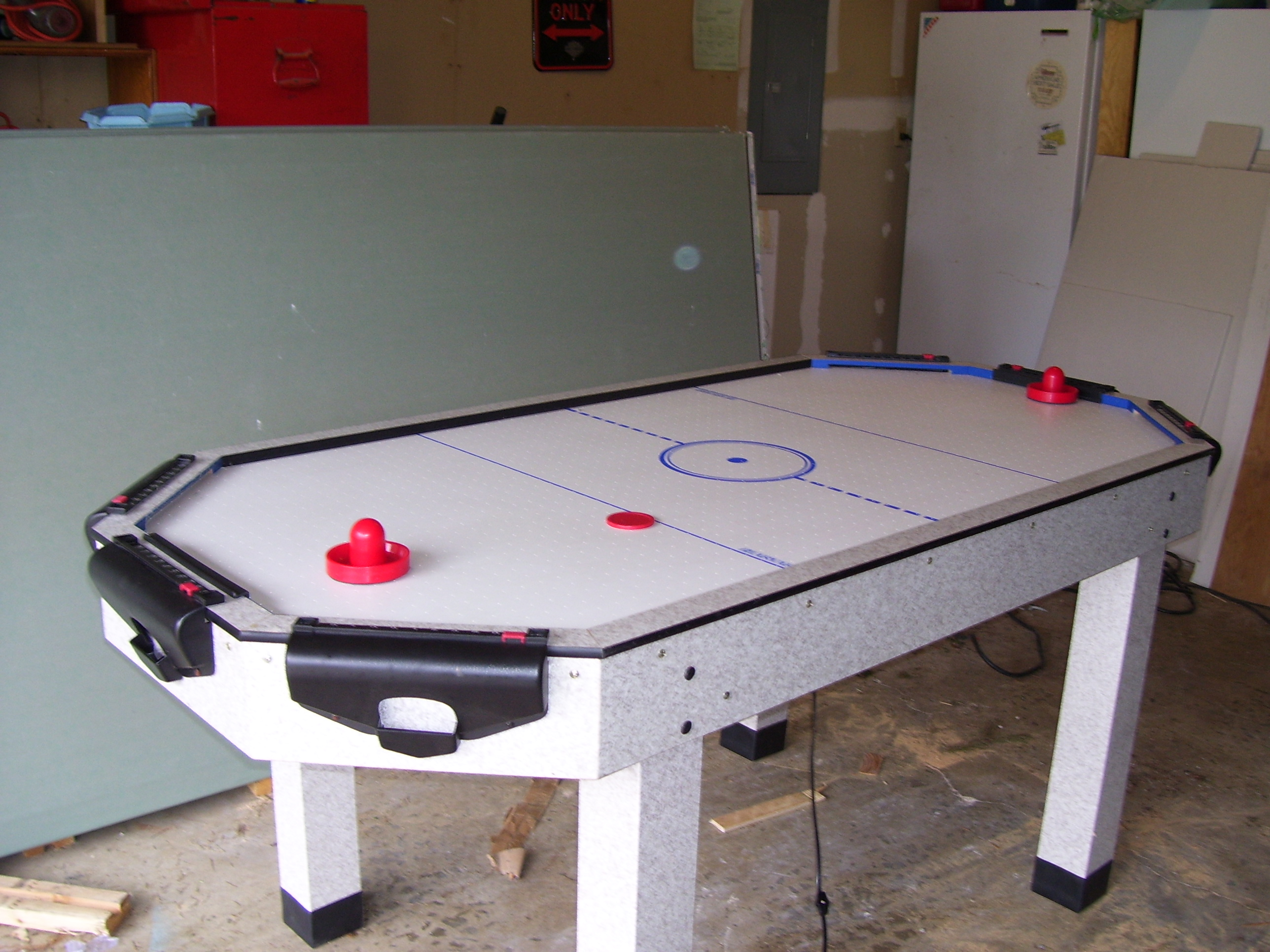
Airhockeytafel

Airhockey is een spel dat vooral in speelhallen te spelen valt. Airhockey heeft, anders dan de naam doet vermoeden, niets te maken met de hockeysport zoals die op het veld wordt gespeeld. Het is een spel dat bestaat uit een tafel, een puck en twee pods (nylon handgrepen) waarmee de puck in de goal (een smalle spleet aan de korte zijdes) geslagen moet worden. 
Het speelvlak van de tafel heeft gaatjes waardoor lucht naar boven wordt geperst, die de puck draagt. De puck ondervindt zo geen wrijving van het speelveld zelf. 
Deze airhockeytafels staan vaak in speelhallen, kantines en clubhuizen. De lucht die nodig is om de puck te laten zweven wordt door de gaatjes in de tafel gepompt door een compressor die zich onder de tafel bevindt. De scores worden bijgehouden op een elektronisch scorebord dat boven de tafel hangt of op de tafel zelf is gemonteerd. Er zijn ook kleine airhockeytafels voor gebruik thuis. Deze zijn verkrijgbaar in speelgoedwinkels. Deze hebben voor het bijhouden van de scores vaak scoretellers zoals je die ook vaak aantreft op tafelvoetbalspellen. De compressor die wordt gebruikt om de lucht die nodig is om de puck te laten zweven door de gaatjes in de tafel te pompen werkt hierbij op batterijen, zodat de tafel ook kan worden gebruikt op plaatsen zonder stopcontact. 
Sinds 1978 worden wereldkampioenschappen gehouden in airhockey. In Amsterdam zit sinds februari 2018 de eerste airhockeyhall van Europa, genaamd PUCK. 